# 德國—斯洛伐克關係
德國－斯洛伐克關係指的是德意志联邦共和国和斯洛伐克共和国之间的双边关系，两国于1993年建立正式的外交关系。二战时，德国曾经扶持斯洛伐克的傀儡政权。德国在布拉迪斯拉发设有大使馆，斯洛伐克则在柏林设有大使馆，在波恩设有大使馆分馆（在两德统一之前为驻西德大使馆），在慕尼黑设有总领事馆。德国是斯洛伐克的主要贸易伙伴，在斯洛伐克经济中发挥着重要作用。
两国都是北约、欧盟和欧洲安全与合作组织的正式成员。

## 历史

### 魏玛共和国
魏玛共和国和捷克斯洛伐克都是因为第一次世界大战中同盟国战败而诞生的。当时，德国驻布拉迪斯拉发和科希策的外交官试图通过喀尔巴阡德意志人和斯洛伐克人民党来影响捷克斯洛伐克内政。然而，这些群体的诉求和德国的利益并不相符，因此魏玛共和国的政策只能以失败告终。

### 第二次世界大战
第二次世界大战期间，斯洛伐克是纳粹德国的盟友。1940年11月24日，斯洛伐克共和国在約瑟夫·蒂索总统的领导下签署了《三国同盟条约》。1939年3月14日，斯洛伐克从捷克斯洛伐克独立后，几乎在同一时间与德国结成了紧密的同盟。

### 二战结束后
二战后，捷克斯洛伐克成为了共产主义国家，与民主德国关系密切。两国同为华沙条约的参与者，这一状况一直持续到冷战结束。

### 冷战结束后
随着天鵝絨分離以及两德统一，斯洛伐克和德国均在市场经济下进行自由贸易。
2001年3月，一家德国法院驳回了斯洛伐克犹太人大屠杀幸存者的赔偿请求，该索赔在2002年再次被驳回。2003年，斯洛伐克犹太人再度集体向德国提出了7700万欧元的索赔。

## 国事访问
德国联邦总统霍斯特·克勒于2005年11月2日访问了斯洛伐克。2006年5月11日，德国总理默克尔对斯洛伐克共和国进行了首次正式访问。
斯洛伐克总统伊万·加什帕罗维奇于2006年7月访问了德国。同月，斯洛伐克新任外长库比什对柏林进行了首次正式访问。斯洛伐克总理罗伯特·菲佐则于2007年4月访问了德国。

## 经济关系
德国是斯洛伐克最大的贸易伙伴。
2003年，德国是斯洛伐克最大的投资国，截至2003年3月31日，德国在斯洛伐克的直接投资额约为19.4亿欧元。当时，德国在斯洛伐克的投资占到了斯洛伐克总外国直接投资的26.4%。
2009年之前，德国在斯洛伐克的投资一直呈增加的趋势，约有400家德国公司活跃在斯洛伐克，它们共投资25亿欧元，使德国成为斯洛伐克最大的投资者。